# Tân Châu, Nghệ An
Tân Châu là một xã thuộc tỉnh Nghệ An, Việt Nam. Xã được hình thành trên cơ sở sáp nhập các xã Diễn Lộc, Diễn Lợi, Diễn Phú và Diễn Thọ của huyện Diễn Châu trong đợt Sáp nhập tỉnh thành Việt Nam 2025.

## Thành lập
Xã Tân Châu được thành lập theo Nghị quyết số 1678/NQ-UBTVQH15 của Ủy ban Thường vụ Quốc hội Việt Nam, ban hành ngày 16 tháng 6 năm 2025. Theo đó, sắp xếp toàn bộ diện tích tự nhiên, quy mô dân số của các xã Diễn Lộc, Diễn Lợi, Diễn Phú và Diễn Thọ thuộc huyện Diễn Châu trước đây thành một xã mới có tên gọi là xã Tân Châu.
Trước đó, theo Đề án sắp xếp đơn vị hành chính cấp xã tỉnh Nghệ An, xã này là xã Diễn Châu 5.
Sau sắp xếp xã có diện tích tự nhiên: 64,60 km², quy mô dân số: 33.073 người.

## Địa lý
Xã Tân Châu có vị trí địa lý:
- Phía Đông giáp xã An Châu;
- Phía Nam giáp xã Hải Lộc, xã Thần Lĩnh, xã Phúc Lộc và xã Văn Kiều;
- Phía Tây giáp xã Minh Châu, xã Hợp Minh và xã Văn Kiều;
- Phía Bắc giáp xã Minh Châu và xã An Châu.

Xã Tân Châu có diện tích tự nhiên 64,60 km².

## Hành chính
Xã Tân Châu được chia thành 34 xóm: Bạch Y, Bãi Đền, Bắc Sơn, Bình Sơn, Du Đồng, Đầu Cầu, Làng Mới, Nam Sơn, Nhân Hòa, Nhân Mỹ, Phúc Nhạn, Phú Lạc, Phương Đình, Quang Trạch, Song Sơn, Song Tiến, Sơn Đầu, Tân Lâm, Tân Phú, Thanh Kiều, Thanh Nho, Thị Đồng, Thượng Lộc, Trung Sơn, Văn Lâm, Vin, Vinh Quang, Vĩnh Yên, Xuân Dương, Xuân Nho, Xuân Phú, Xuân Sơn, Xuân Tình, Yên Thắng .
Dưới đây là tên xóm cũ và tên mới sau sắp xếp :
| Xã cũ    | Tên xóm cũ | Tên xóm mới |
| -------- | ---------- | ----------- |
| Diễn Phú | Xóm 1      | Thanh Nho   |
| Diễn Phú | Xóm 2      | Xuân Dương  |
| Diễn Phú | Xóm 3      | Bắc Sơn     |
| Diễn Phú | Xóm 4      | Trung Sơn   |
| Diễn Phú | Xóm 5      | Nam Sơn     |
| Diễn Phú | Xóm 6      | Song Sơn    |
| Diễn Phú | Xóm 7      | Bạch Y      |
| Diễn Phú | Xóm 8      | Bãi Đền     |
| Diễn Phú | Xóm 9      | Bình Sơn    |
| Diễn Phú | Xóm 10     | Vinh Quang  |
| Diễn Phú | Xóm 11     | Tân Lâm     |
| Diễn Phú | Xóm 12     | Tân Phú     |
| Diễn Thọ | Xóm 1      | Nhân Hòa    |
| Diễn Thọ | Xóm 2      | Phương Đình |
| Diễn Thọ | Xóm 3      | Thanh Kiều  |
| Diễn Thọ | Xóm 4      | Sơn Đầu     |
| Diễn Thọ | Xóm 5      | Nhân Mỹ     |
| Diễn Thọ | Xóm 6      | Văn Lâm     |
| Diễn Thọ | Xóm 7      | Thị Đồng    |
| Diễn Thọ | Xóm 8      | Du Đồng     |
| Diễn Lộc | Xóm 1      | Vĩnh Yên    |
| Diễn Lộc | Xóm 2      | Xuân Nho    |
| Diễn Lộc | Xóm 3      | Xuân Tình   |
| Diễn Lộc | Xóm 4      | Làng Mới    |
| Diễn Lộc | Xóm 5      | Thượng Lộc  |
| Diễn Lộc | Xóm 6      | Phúc Nhạn   |
| Diễn Lộc | Xóm 7      | Yên Thắng   |
| Diễn Lộc | Xóm 8      | Song Tiến   |
| Diễn Lợi | Xóm 1      | Đầu Cầu     |
| Diễn Lợi | Xóm 2      | Vin         |
| Diễn Lợi | Xóm 3      | Phú Lạc     |
| Diễn Lợi | Xóm 4      | Quang Trạch |
| Diễn Lợi | Xóm 5      | Xuân Sơn    |
| Diễn Lợi | Xóm 6      | Xuân Phú    |